# Coll de les Boires
El Coll de les Boires és un coll de muntanya dels Pirineus situat a 1.579,6 m alt que uneix les comarques del Ripollès i el Vallespir, entre els termes municipal de Molló i comunal de Prats de Molló i la Presta.
És a la zona sud-est del terme, al sud-est del Pic dels Miquelets i al nord-oest del Puig de l'Hospitalet, o de les Forques.
Diverses rutes de senderisme tenen com un dels seus objectius el Coll de les Boires.
En el Coll de les Boires hi ha la fita fronterera número 517 entre els estats francès i espanyol. És uns 120 metres a l'oest del coll, en una pedra plana vertical de no gaire alçada, on es va pintar una creu i el nombre de colors negre damunt d'un marc de color blanc.